# Cinética química

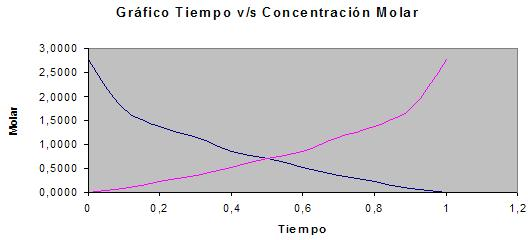
Velocidad de reacción: concentración molar vs. tiempo

La cinética química es una rama de la fisicoquímica. Esta área de estudio se encarga de la rapidez de reacción y los factores que la afectan. Es decir, cómo cambia la rapidez de reacción bajo condiciones variables y qué eventos moleculares se efectúan mediante la reacción general (difusión, ciencia de superficies, catálisis). 

## Historia
El trabajo pionero de la cinética química fue realizado por el químico alemán Ludwig Wilhelmy en 1850. Estudió experimentalmente la velocidad de inversión de la sacarosa y utilizó el forma integrada de la ecuación de velocidad para la determinación de la cinética de esta reacción. Su trabajo fue observado 34 años más tarde por Wilhelm Ostwald. Después de Wilhelmy, Peter Waage y Cato Guldberg publicaron en 1864 la ley de acción de masas, que establece que la velocidad de una reacción química es proporcional a la cantidad de las sustancias que reaccionan. Jacobus Henricus van Guldberg.
Van 't Hoff estudió la dinámica química y en 1884 publicó sus famosos "Études de dynamique chimique". En 1901 fue galardonado con el primer Premio Nobel de Química "en reconocimiento a los extraordinarios servicios que ha prestado por el descubrimiento de las leyes de la dinámica química y la presión osmótica en disoluciones". Después de Van 't Hoff, la cinética química se ocupa de la determinación experimental de la velocidad de reacción a partir de la cual se derivan la ley de velocidad y las constantes de velocidad. Existen leyes de cinética relativamente sencillas para reacciones de orden cero (para las que las velocidades de reacción son independientes de la concentración), reacciones de primer orden y reacciones de segundo orden, y pueden derivarse para otras. Las reacciones elementales siguen la ley de acción de masas, pero la ley de velocidad de las reacciones escalonadas tiene que derivarse combinando las leyes de velocidad de los distintos pasos elementales, y puede llegar a ser bastante compleja. En las reacciones consecutivas, el paso determinante de la velocidad a menudo determina la cinética. En reacciones consecutivas de primer orden, una aproximación estado estacionario puede simplificar la ley de velocidad. La energía de activación de una reacción se determina experimentalmente mediante la ecuación de Arrhenius y la ecuación de Eyring. Los principales factores que influyen en la velocidad de reacción son: el estado físico de los reactantes, las concentraciones de los reactantes, la temperatura a la que se produce la reacción y la presencia o no de catalizadores en la reacción.
Gorban y Yablonsky han sugerido que la historia de la dinámica química puede dividirse en tres eras. La primera es la onda de Van 't Hoff que busca las leyes generales de las reacciones químicas y relaciona la cinética con la termodinámica. La segunda puede denominarse la onda Semenov-Hinshelwood, con énfasis en los mecanismos de reacción, especialmente para reacciones en cadena. La tercera se asocia con Rutherford Aris y la descripción matemática detallada de las redes de reacciones químicas.

## Cinética de las reacciones
El objetivo de la cinética química es determinar experimentalmente la rapidez de las reacciones y su dependencia con algunos parámetros, tales como: concentración, temperatura y catalizadores, así como la comprensión del mecanismo de reacción. 
Experimentalmente la velocidad de una reacción puede ser descrita a partir de la(s) concentración(es), las especies involucradas en la reacción y una constante, sin embargo esta puede depender de numerosos factores (el solvente utilizado, el uso de catalizadores, fenómenos de transporte, material del reactor, etc.), haciendo muy complejo el proceso de determinación de velocidades de reacción. 
Se puede clasificar a las reacciones en simples o complejas dependiendo del número de pasos o de estados de transición que deben producirse para describir la reacción química: si solo un paso es necesario (un estado de transición) se dice que la velocidad de reacción es simple y el orden de la reacción corresponde a la suma de coeficientes estequiométricos de la ecuación, de lo contrario se debe proponer una serie de pasos (cada uno con un estado de transición) denominado mecanismo de la reacción que corresponda a la velocidad de reacción encontrada.
Las reacciones también se pueden clasificar cinéticamente en homogéneas y heterogéneas: la primera ocurre en una fase y la segunda en más de una fase. La reacción heterogénea depende del área de una superficie ya sea la de las paredes del vaso o de un catalizador sólido. En este capítulo se discuten reacciones homogéneas.

## Velocidad de reacción
La velocidad de reacción está conformada por la velocidad de formación y la velocidad de descomposición. Esta velocidad no es constante y depende de varios factores, como la concentración de los reactivos, la presencia de un catalizador, la temperatura de reacción y el estado físico de los reactivos.
Uno de los factores más importantes es la concentración de los reactivos. Cuanto más partículas existan en un volumen, más colisiones hay entre las partículas por unidad de tiempo. Al principio, cuando la concentración de reactivos es mayor, también es mayor la probabilidad de que se den colisiones entre las moléculas, y la velocidad es mayor. A medida que la reacción avanza, al ir disminuyendo la concentración de los reactivos, disminuye la probabilidad de colisión y con ella la velocidad de la reacción. La medida de la rapidez de reacción implica la medida de la concentración de uno de los reactivos o productos a lo largo del tiempo, esto es, para medir la velocidad de una reacción necesitamos medir, bien la cantidad de reactivo que desaparece por unidad de tiempo, o bien la cantidad de producto que aparece por unidad de tiempo. La velocidad de reacción se mide en unidades de concentración/tiempo, esto es, en (mol/L)/s, es decir, mol/(L·s). 
Para una reacción de la forma:
la ley de la velocidad de formación es la siguiente:

{\displaystyle v_{\mathrm {r} }=-{\frac {\mathrm {d} c_{\mathrm {A} }}{\mathrm {d} t}}}

{\displaystyle v_{\mathrm {r} }} es la velocidad de la reacción, {\displaystyle (-\mathrm {d} c_{\mathrm {A} })} la disminución de la concentración del reactivo {\displaystyle {\rm {A}}} en un tiempo {\displaystyle \mathrm {d} t}. Esta velocidad es la velocidad media de la reacción, pues todas las moléculas necesitan tiempos distintos para reaccionar. 
La velocidad de aparición del producto es igual a la velocidad de desaparición del reactivo. De este modo, la ley de la velocidad se puede escribir de la siguiente forma:

{\displaystyle v_{\mathrm {r} }=-{\frac {\mathrm {d} c_{\mathrm {A} }}{\mathrm {d} t}}={\frac {\mathrm {d} c_{\mathrm {B} }}{\mathrm {d} t}}={\frac {\mathrm {d} c_{\mathrm {C} }}{\mathrm {d} t}}}

Este modelo necesita otras simplificaciones con respecto a:
- la actividad química, es decir, la "concentración efectiva"
- la cantidad de los reactivos en proporción a la cantidad de los productos y del disolvente
- la temperatura
- la energía de colisión
- presencia de catalizadores
- la presión parcial de gases

## Orden de reacción
Para cada reacción se puede formular una ecuación, la cual describe cuantas partículas del reactivo reaccionan entre ellas, para formar una cantidad de partículas del producto.
Para una reacción de la forma:
esto significa, que dos partículas {\displaystyle {\rm {A}}} colisionan con una partícula {\displaystyle {\rm {B}}}, una partícula {\displaystyle {\rm {C}}} y una partícula {\displaystyle {\rm {D}}} para formar el producto {\displaystyle {\rm {E}}}.
Sin embargo, la probabilidad de que cinco partículas colisionen al mismo tiempo y con energía suficiente, es escasa.
Más probable es que dos o tres partículas colisionen y formen un producto intermedio, este producto intermedio colisiona con las demás partículas y forma otros productos intermedios hasta formar el producto E, aquí un ejemplo:
{\displaystyle \mathrm {2\,A\ \longrightarrow \ A_{2}} }
{\displaystyle \mathrm {A_{2}+B+C\ \longrightarrow \ A_{2}BC} }
{\displaystyle \mathrm {A_{2}BC+D\ \longrightarrow \ E} }
La descomposición de la reacción principal en llamadas reacciones elementales y el análisis de estas nos muestra exactamente como ocurre esta reacción.
Por medio de métodos experimentales o por premisas se puede determinar la dependencia de la rapidez de las reacciones elementales con las concentraciones de los componentes {\displaystyle {\rm {A}}}, {\displaystyle {\rm {B}}}, {\displaystyle {\rm {C}}} y {\displaystyle {\rm {D}}}.
El orden de reacción está definido como el orden en que las partículas de los diferentes reactivos colisionan para producir un producto. Adicionalmente, el orden total de reacción es la suma de los exponentes de las concentraciones en la ley de la velocidad de la reacción, pues el orden depende del reactivo que se analice. El orden de las reacciones se determina experimentalmente.
Ejemplo :
Suponiendo que la velocidad de reacción de la primera reacción elemental tiene una dependencia cuadrática con la concentración del reactivo {\displaystyle {\rm {A}}}, esto significa que esta reacción es de segundo orden con respecto al reactivo {\displaystyle {\rm {A}}}. El orden total de esta reacción es también segundo, pues no hay otros reactivos.
Suponiendo que la velocidad de reacción de la segunda reacción elemental tenga una dependencia lineal con la concentración del reactivo {\displaystyle {\rm {A_{2}}}}, lineal con la concentración del reactivo {\displaystyle {\rm {B}}} y ninguna dependencia con {\displaystyle {\rm {C}}}. Entonces es la reacción de primer orden en relación con {\displaystyle {\rm {A_{2}}}}, de primer orden en relación con {\displaystyle {\rm {B}}} y de cero orden en relación con el componente {\displaystyle {\rm {C}}}. El orden total es segundo.
Suponiendo que la velocidad de reacción de la tercera reacción elemental tenga una dependencia lineal con la concentración de {\displaystyle {\rm {A_{2}BC}}}, pero ninguna con la concentración de {\displaystyle {\rm {D}}}, entonces es la reacción de primer orden en relación con {\displaystyle {\rm {A_{2}BC}}} y de orden cero en relación con {\displaystyle {\rm {D}}}. El orden total de la reacción es primero. 
Para una reacción hipotética de la forma:
La velocidad de reacción se define como la siguiente expresión en caso de que sea una reacción simple molecular, como la del caso anterior:

{\displaystyle v=k\mathrm {[A]} ^{\alpha }\mathrm {[B]} ^{\beta }}

las concentraciones de reactivos están elevados a su correspondiente coeficiente cinético sólo en el caso en el que la reacción sea elemental. Donde los corchetes denotan la concentración de cada una de las especies; {\displaystyle v} denota la velocidad de reacción y {\displaystyle k} es la constante cinética.
La velocidad de las reacciones químicas abarca escalas de tiempo muy amplias. Por ejemplo, una explosión puede ocurrir en menos de un segundo; la cocción de un alimento puede tardar minutos u horas.

## Factores que afectan a la velocidad de las reacciones
Existen varios factores que afectan la velocidad de una reacción química: la concentración de los reactivos, el grado de división, la temperatura, la existencia de catalizadores y la superficie de contactos tanto de los reactivos como del catalizador. Los catalizadores pueden aumentar o disminuir la velocidad de reacción.

### Temperatura
Por norma general, la velocidad de reacción aumenta con la temperatura porque incrementa la energía cinética de las moléculas. Con mayor energía cinética, las moléculas se mueven más rápido y chocan con más frecuencia y con más energía. El comportamiento de la constante de velocidad o constante de rapidez/coeficiente cinético frente a la temperatura  {\displaystyle \ln[A]=\left({\frac {E_{a}}{R}}\right)\left({\frac {1}{T_{2}}}-{\frac {1}{T_{1}}}\right)} esta ecuación linealizada es muy útil y puede ser descrito a través de la ecuación de Arrhenius:

{\displaystyle K=A{\mathrm {e} }^{(-E_{\rm {a}}/RT)}}

donde:
- {\displaystyle K} es la constante de la rapidez
- {\displaystyle A} es el factor de frecuencia
- {\displaystyle E_{\rm {a}}} es la energía de activación necesaria
- {\displaystyle T} es la temperatura

Al linealizarla se obtiene que el logaritmo neperiano de la constante de rapidez es inversamente proporcional a la temperatura, como sigue: {\textstyle \ln \left({\frac {k_{1}}{k_{2}}}\right)} la hora de calcular la energía de activación experimentalmente, ya que la pendiente de la recta obtenida al graficar la mencionada ley es: {\displaystyle -{\frac {E_{a}}{R}}}, haciendo un simple despeje se obtiene fácilmente esta energía de activación, tomando en cuenta que el valor de la constante universal de los gases es 1.987cal/K mol. Para un buen número de reacciones químicas la rapidez se duplica aproximadamente cada diez grados centígrados.

### Estado físico de los reactivos
Si en una reacción interactúan reactivos en distintas fases, su área de contacto es menor y su rapidez también es menor. En cambio, si el área de contacto es mayor, la rapidez es mayor.
Al encontrarse los reactivos en distintas fases aparecen nuevos factores cinéticos a analizar. La parte de la reacción química, es decir, hay que estudiar la rapidez de transporte, pues en la mayoría de los casos estas son mucho más lentas que la rapidez intrínseca de la reacción y son las etapas de transporte las que determinan la cinética del proceso.
No cabe duda de que un mayor área de contacto reduce la resistencia al transporte, pero también son muy importantes la difusividad del reactivo en el medio, y su solubilidad, dado que este es el límite de la concentración del reactivo, y viene determinada por el equilibrio entre las fases.

### Presencia de un catalizador
Los catalizadores aumentan o disminuyen la rapidez de una reacción sin transformarse. Suelen empeorar la selectividad del proceso, aumentando la obtención de productos no deseados.
La forma de acción de los mismos es modificando el mecanismo de reacción, usando pasos elementales con mayor o menor energía de activación.
Existen catalizadores homogéneos, que se encuentran en la misma fase que los reactivos (por ejemplo, el hierro III en la descomposición del peróxido de hidrógeno) y catalizadores heterogéneos, que se encuentran en distinta fase (por ejemplo la malla de platino en las reacciones de hidrogenación).
Los catalizadores también pueden retardar reacciones, no solo acelerarlas, en este caso se suelen conocer como retardantes o inhibidores, los cuales impiden la producción.
Los catalizadores no modifican la entalpía, la entropía o la energía libre de Gibbs de los reactivos. Ya que esto únicamente depende de los reactivos.
Positivo: acelera la velocidad.
Negativo: disminuye la velocidad.

### Concentración de los reactivos
La mayoría de las reacciones son más rápidas en presencia de un catalizador y cuanto más concentrados se encuentren los reactivos, habrá mayor frecuencia de colisión.
Si los reactivos están en disolución o son gases encerrados en un recipiente, cuanto mayor sea su concentración, más alta será la velocidad de la reacción en la que participen, ya que, al haber más partículas en el mismo espacio, aumentará el número de colisiones.
El ataque que los ácidos realizan sobre algunos metales con desprendimiento de hidrógeno es un buen ejemplo, ya que este ataque es mucho más violento cuanto mayor es la concentración del ácido.
La obtención de una ecuación que pueda emplearse para predecir la dependencia de la rapidez de reacción con las concentraciones de reactivos es uno de los objetivos básicos de la cinética química. Esa ecuación, que es determinada de forma empírica, recibe el nombre de ecuación de velocidad. 
De este modo, si consideramos de nuevo la reacción hipotética, la rapidez de reacción "v" puede expresarse como {\displaystyle v=k\mathrm {[A]} ^{m}\mathrm {[I]} ^{n}\,\!}.
Los términos entre corchetes son las molaridades de los reactivos y los exponentes m y n son coeficientes que, salvo en el caso de una etapa elemental no tienen por qué estar relacionados con el coeficiente estequiométrico de cada uno de los reactivos. Los valores de estos exponentes se conocen como orden de reacción.
Hay casos en que la velocidad de reacción no es función de la concentración, en estos casos la cinética de la reacción está condicionada por otros factores del sistema como por ejemplo la radiación solar, o la superficie específica disponible en una reacción gas-sólido catalítica, donde el exceso de reactivo gas hace que siempre estén ocupados todos los centros activos del catalizador.

### Presión
En una reacción química, si existe una mayor presión en el sistema, ésta va a variar la energía cinética de las moléculas. Entonces, si existe una mayor presión, la energía cinética de las partículas va a aumentar y la reacción se va a volver más rápida; al igual que en los gases, que al aumentar su presión aumenta también el movimiento de sus partículas y, por tanto, la rapidez de reacción es mayor. Esto es válido solamente en aquellas reacciones químicas cuyos reactantes sean afectados de manera importante por la presión, como los gases. En reacciones cuyos reactantes sean sólidos o líquidos, los efectos de la presión son ínfimos.

### Luz
La luz es una forma de energía. Algunas reacciones, al ser iluminadas, se producen más rápidamente, como ocurre en el caso de la reacción entre el cloro y el hidrógeno. En general, la luz arranca electrones de algunos átomos formando iones, con lo que aumenta considerablemente la rapidez de reacción.

## Energía de activación
En 1888, el químico sueco Svante Arrhenius sugirió que las moléculas deben poseer una cantidad mínima de energía para reaccionar. Esa energía proviene de la energía cinética de las moléculas que colisionan. La energía cinética sirve para originar las reacciones, pero si las moléculas se mueven muy lento, las moléculas solo rebotarán al chocar con otras moléculas y la reacción no sucede.
Para que reaccionen las moléculas, éstas deben tener una energía cinética total que sea igual o mayor que cierto valor mínimo de energía llamado energía de activación ({\displaystyle E_{\rm {a}}}). Una colisión con energía Ea o mayor, consigue que los átomos de las moléculas alcancen el estado de transición. Pero para que se lleve a cabo la reacción es necesario también que las moléculas estén orientadas correctamente.
La constante de la rapidez de una reacción (k) depende también de la temperatura ya que la energía cinética depende de ella. La relación entre k y la temperatura está dada por la ecuación de Arrhenius:

{\displaystyle k=A{\mathrm {e} }^{(-E_{\rm {a}}/RT)}}

o, también, expresada en forma de logaritmos neperianos:
{\displaystyle \ln k=\ln A-{\frac {E_{\rm {a}}}{RT}}\,\!}
Donde A es el factor de frecuencia de la materia prima con la presión.